# Ginástica artística nos Jogos da Commonwealth de 2006 - Masculino
Os resultados masculinos da ginástica artística nos Jogos da Commonwealth de 2006 contaram com todas as provas coletiva e individuais.

## Resultados

### Individual geral
Finais
| Pos. | Ginasta       | País                     | Pontos |
| ---- | ------------- | ------------------------ | ------ |
|      | Austrália     | Joshua Jefferis          | 89,450 |
|      | Canadá        | Nathan Gafuik            | 88,350 |
|      | Austrália     | Philippe Rizzo           | 88,200 |
| 4    | Canadá        | Adam Wong                | 87,400 |
| 5    | Malásia       | Ng Shu Wai               | 87,050 |
| 6    | Inglaterra    | Ross Brewer              | 85,400 |
| 7    | Inglaterra    | Ryan Bradley             | 85,300 |
| 8    | País de Gales | David Eaton              | 85,000 |
| 9    | Escócia       | Adam Cox                 | 84,950 |
| 10   | África do Sul | Steven Friedman          | 83,950 |
| 11   | Nova Zelândia | Mark Holyoake            | 82,700 |
| 12   | Inglaterra    | Kristian Thomas          | 82,650 |
| 13   | Malásia       | Ooi Wei Siang            | 82,200 |
| 14   | África do Sul | Gerhard Swiegers         | 82,150 |
| 15   | Nova Zelândia | Daniel Good              | 82,000 |
| 16   | Índia         | Ashish Kumar             | 79,950 |
| 17   | Namíbia       | Robert Honiball          | 79,800 |
| 18   | África do Sul | Troy Sender              | 79,400 |
| 19   | Ilha de Man   | Alexander Hedges         | 77,450 |
| 20   | Nova Zelândia | Misha Koudinov           | 77,400 |
| 21   | Índia         | Rohit Jaiswal            | 75,500 |
| 22   | Sri Lanka     | DEranda N. Dias          | 71,600 |
| 23   | Sri Lanka     | Ekanayake Mundiyanselage | 57,100 |
| 24   | Índia         | Mayank Srivastava        | 28,350 |

| Pos. | País       | Ginasta                   | Pts    |
| ---- | ---------- | ------------------------- | ------ |
|      | Canadá     | Adam Wong                 | 14,975 |
|      | Malásia    | Ng Shu Wai                | 14,850 |
|      | Canadá     | Kyle Shewfelt             | 14,700 |
| 4    | Inglaterra | Ross Brewer               | 14,700 |
| 5    | Austrália  | Samuel Offord             | 14,325 |
| 6    | Inglaterra | Ryan Bradley              | 14,300 |
| 7    | Austrália  | Joshua Jefferis           | 14,300 |
| 8    | Chipre     | Constantinos Aristotelous | 13,750 |

| Pos. | País       | Ginasta               | Pts    |
| ---- | ---------- | --------------------- | ------ |
|      | Inglaterra | Louis Smith           | 15,775 |
|      | Austrália  | Prashanth Sellathurai | 15,600 |
|      | Canadá     | Grant Golding         | 14,875 |
| 4    | Canadá     | David Kikuchi         | 14,525 |
| 5    | Inglaterra | Ross Brewer           | 13,675 |
| 6    | Escócia    | Andrew Mackie         | 13,250 |
| 7    | Malásia    | Ng Shu Wai            | 12,950 |
| 8    | Austrália  | Philippe Rizzo        | 12,875 |

| Pos. | País          | Ginasta             | Pts    |
| ---- | ------------- | ------------------- | ------ |
|      | Austrália     | Joshua Jefferis     | 15,825 |
|      | Austrália     | Damian Istria       | 15,700 |
|      | Chipre        | Irodotos Georgallas | 15,300 |
| 4    | Canadá        | Grant Golding       | 15,275 |
| 4    | Canadá        | Adam Wong           | 15,200 |
| 6    | África do Sul | Steven Friedman     | 15,025 |
| 7    | Inglaterra    | Ross Brewer         | 14,525 |
| 8    | Escócia       | Steve Frew          | 14,200 |

| Pos. | País       | Ginasta           | Pts    |
| ---- | ---------- | ----------------- | ------ |
|      | Canadá     | Kyle Shewfelt     | 16,337 |
|      | Canadá     | Nathan Gafuik     | 16,112 |
|      | Austrália  | Samuel Offord     | 15,862 |
| 4    | Inglaterra | Luke Folwell      | 15,712 |
| 5    | Malásia    | Ooi Wei Siang     | 15,575 |
| 6    | Inglaterra | Kristian Thomas   | 15,562 |
| 7    | Índia      | Mayank Srivastava | 15,462 |
| 8    | Malásia    | Ng Shu Wai        | 15,225 |

| Pos. | País          | Ginasta         | Pts    |
| ---- | ------------- | --------------- | ------ |
|      | Canadá        | Grant Golding   | 15,450 |
|      | Austrália     | Philippe Rizzo  | 15,275 |
|      | Austrália     | Joshua Jefferis | 14,800 |
| 4    | Inglaterra    | Ross Brewer     | 14,725 |
| 5    | Escócia       | Adam Cox        | 14,350 |
| 6    | Canadá        | Nathan Gafuik   | 14,250 |
| 7    | Nova Zelândia | Mark Holyoake   | 14,050 |
| 8    | Inglaterra    | Ryan Bradley    | 14,025 |

| Pos. | País          | Ginasta       | Pts    |
| ---- | ------------- | ------------- | ------ |
|      | Austrália     | Damian Istria | 15,600 |
|      | País de Gales | David Eadon   | 15,000 |
|      | Escócia       | Adam Cox      | 14,950 |
| 4    | Malásia       | Ng Shu Wai    | 14,700 |
| 5    | Austrália     | Samuel Offord | 14,625 |
| 6    | Canadá        | Nathan Gafuik | 14,600 |
| 7    | Canadá        | Kyle Shewfelt | 14,525 |
| 8    | Inglaterra    | Ross Brewer   | 14,425 |

### Equipes
Finais
| Posição | País          | Ginastas                                                                         | Total   |
| ------- | ------------- | -------------------------------------------------------------------------------- | ------- |
|         | Canadá        | Nathan Gafuik Grant Golding David Kikuchi Kyle Shewfelt Adam Wong                | 269,750 |
|         | Austrália     | Damian Istria Joshua Jefferis Samuel Offord Philippe Rizzo Prashanth Sellathurai | 268,850 |
|         | Inglaterra    | Ryan Bradley Ross Brewer Luke Folwell Louis Smith Kristian Thomas                | 260,00  |
| 4       | Escócia       | Adam Cox Steve Frew Daniel Keatings Barry Koursarys Andrew Mackie                | 254,450 |
| 5       | Malásia       | Ng Shu Mun Ng Shu Wai Onn Kwang Tung Ooi Wei Siang Yap Kiam Bun                  | 253,350 |
| 6       | África do Sul | Cristian Brezeanu Steven Friedman Troy Sender Gerhard Swiegers                   | 245,000 |
| 7       | Índia         | Sharat Chandra Rohit Jaiswal Ashish Kumar Vivek Mishra Mayank Srivastava         | 240,300 |
| 8       | Nova Zelândia | Daniel Good Mark Holyoake Misha Koudinov Patrick Peng                            | 239,700 |